# 別洛韋日國家公園
別洛韋日國家公園是白俄羅斯的國家公園，位於該國西部，橫跨布列斯特州和格羅德諾州，鄰近與波蘭接壤的邊境，成立於1932年8月11日，面積1,501平方公里。